# Pterostichus ventricosus
Pterostichus ventricosus är en skalbaggsart som beskrevs av Johann Friedrich von Eschscholtz. Pterostichus ventricosus ingår i släktet Pterostichus och familjen jordlöpare. Inga underarter finns listade i Catalogue of Life.